# Johann Christian von Pfister

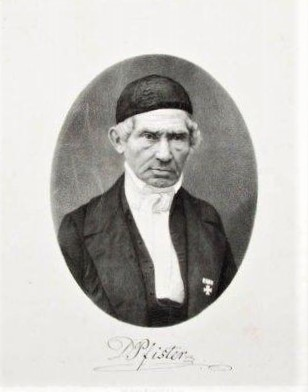
Johann Christian Pfister (Lithographie, um 1830)

Johann Christian Pfister, später von Pfister (* 11. März 1772 in Pleidelsheim; † 30. September 1835 in Stuttgart), war deutscher Historiker, evangelischer Geistlicher und Generalsuperintendent von Tübingen.

## Leben
Pfister war ein Sohn eines Amtmanns in Pleidelsheim und der Gastwirtstochter Sofie Dorothea Schweizer aus Ditzingen. Seine Ausbildung für den geistlichen Stand begann 1781 bei einem Pfarrer Dörr in Höpfigheim. Es folgte 1786 das niedere evangelisch-theologische Seminar am Kloster Denkendorf, 1788 das am Kloster Maulbronn. 1790 ging er an das Tübinger Stift, wo er unter anderem einen engen Kontakt zu Friedrich Wilhelm Joseph Schelling aufbaute. 1792 wurde er zum Magister graduiert und anschließend mit der Dissertation De originibus et principiis allegorica sacrarum literarum interpretatione zum Dr. theol. promoviert.
Nach vier Jahren als Hofmeister bei einem Zweig der Freiherrn von Kniestedt in Stuttgart, wurde Pfister 1800 Repetent für Philosophie und Geschichte am Tübinger Stift. Sein historisches Interesse führte ihn 1803 für einige Monate nach Wien, wo er neben umfangreichen Archivforschungen mit Johannes von Müller zusammenkam und sich austauschte. Nach dem Vikariat ab 1804 in Vaihingen an der Enz, war er dort ab 1806 zum Diakonus. 1813 wurde er Stadtpfarrer in Untertürkheim und schließlich 1832 zum Prälaten und Generalsuperintendenten in Tübingen ernannt.
Als Generalsuperintendent war Pfister von 1833 bis zu seinem Tod Mitglied der Württembergischen Landstände. Bereits ab 1811 war er auswärtiges, außerordentliches Mitglied der Königlich Bayerischen Akademie der Wissenschaften in München, sowie korrespondierendes Mitglied der Gesellschaft für Deutschland's ältere Geschichte. 1822 wurde Pfister Mitglied des Vereins für württembergische Vaterlandskunde.
Pfister verstarb 1835 im Amt an einem in Stuttgart grassierenden Fieber.

## Politische Positionen
Pfister galt in seinen politischen Ansichten als gemäßigt und als Gegner extremer Positionen. Er trat in den Landständen für die Pressefreiheit ein, für die Aufhebung der Zensur im Königreich Württemberg sowie für eine selbständige Vertretung der evangelischen Kirche.

## Publikationen (Auswahl)
- Geschichte von Schwaben, 5 Bände, Heilbronn 1803–1827.
- Uebersicht der Geschichte von Schwaben, Stuttgart 1813.
- Erinnerungen aus der württembergischen Geschichte oder was hat Württemberg für Deutschland gethan?, 1814.
- Geschichte der Deutschen, 5 Bände, Hamburg 1830–1835.
- Johann Christian von Pfisters Geschichte der Verfassung des Wirttembergischen Hauses und Landes, Heilbronn 1838, herausgegeben durch Karl Friedrich Jaeger.